# Dominique A
Dominique Ané (ur. 6 października 1968 w Provins) – francuski piosenkarz, gitarzysta wykonujący muzykę w stylu Indie rock i Acoustic rock.

## Lata młodości
Urodził się 6 października 1968 roku w Provins we Francji, jest jedynakiem. Od dzieciństwa i przez całe życie pasjonuje się literaturą i muzyką. Przez pewien czas interesował się punkiem ale w wieku 14 lat (na początku roku 1980) zaczął doceniać romantyzm w nowym gatunku muzycznym – nowej fali. Po ukończeniu liceum i zdaniu Baccalauréat przez rok studiował nauki humanistyczne w tym samym czasie dorabiając w FM radio statui w Nantes, w rodzinnym mieście. W wieku 16 lat założył zespół o nazwie John Merrick, na cześć głównego bohatera filmu The Elephant Man (Człowiek słoń) w reżyserii Davida Lyncha.
Czwórka artystów nagrała około 45 smutnych i ponurych piosenek dając wiele koncertów w obrębie Nantes. Później, z piosenkarzem Philippe Katerine, nagrał liczne piosenki w innym, bardziej optymistycznym i żywym stylu.

## Współpraca i wpływy
Dominique A współpracuje regularnie z różnymi artystami i tworzy wiele nowych projektów. Był jedną z osób kształtujących karierę Françoiz Breut, pisząc jej wiele piosenek w 1997 roku. Również komponował utwory do drugiego albumu Jeanne Balibar – Slalom Dale i piosenkę Où est la ville? do płyty Jane Birkin (Fictions w 2006). Zaśpiewał też w trio z Keren Ann i Vincent Delerm w ostatnim, drugim albumie – Kensington Sqiare.
Dominique inspiruje się wieloma artystami np. Yann Tiersen czy Norweskim zespole – Oslo Telescopic który nazwał jeden ze swoich albumów The Dominique O Project.

## Dyskografia
- Albumy

1. Le Disque sourd (1991)
2. La Fossette (1992, Lithium)
3. Si je connais Harry (1993, Lithium)
4. La Mémoire neuve (1995, Lithium)
5. Remué (1999, Lithium)
6. Auguri (2001, Labels)
7. Tout sera comme avant (2004, Labels)
8. L'Horizon (2006, Olympic Disk)
9. Sur nos forces motrices (2007, Olympic Disk)
10. La Musique (2009)
11. Vers les lueurs (2012)
12. Éléor (2015)
13. Toute latitude (2018)
14. La fragilité (2018)